# Formiato de etilo

Formiato de etilo

El formiato de etilo, también llamado en la nomenclatura sistemática metanoato de etilo, es un éster en forma de líquido incoloro con aroma a ron que reacciona de forma violenta con oxidantes fuertes, ácidos y bases. Es una sustancia estable, incompatible con ácidos minerales oxidantes, agentes reductores fuertes y agentes oxidantes fuertes como; Peróxido de Hidrógeno, Ácido Nítrico, Ácido Perclórico o Trióxido de Cromo. Se inflama en contacto con terbutoxido de potasio y presenta una violenta reacción con ácido clorosulfonico.

## Obtención
El formiato de etilo normalmente se obtiene cuando el etanol reacciona con el ácido fórmico, componente principal del veneno de las hormigas.

## Origen en la naturaleza
Naturalmente el formiato de etilo es uno de los compuestos que contribuyen al sabor de las frambuesas.

## Propiedades Químicas
- Su punto de inflamabilidad es -20 °C.
- Su densidad es de 0.917 g/cm3.
- Presenta una masa molecular de 74.08 g/mol.
- Un peso molecular de 74.09.
- Su punto de fusión es -80 °C.
- Su punto de ebullición es 54 °C.
- La solubilidad en agua es 88 g/L.

## Aplicaciones
El formiato de etilo tiene varios usos, entre ellos se encuentran:
- Como saborizante para limonadas y esencias.
- En la manufactura de ron artificial.
- Como fungicida y larvicida para tabaco, cereales, frutas secas, etc.
- Como un disolvente de colas y quita esmalte de uñas.
- Se usa para lacas, resinas, aceites, y nitrocelulosa.
- Es un componente en algunas pinturas.
- Como un agente aromatizante.
- En la fabricación de cuero artificial.
- En el espacio, exixste una nube molecular llamada Sagittarius B2.

## Toxicidad
Al inhalar formiato de etilo se produce una sensación de quemazón, tos, somnolencia, dolor de cabeza, jadeo, dolor de garganta y hasta pérdida de conocimiento. En casos de ser ingerido, originará dolor abdominal y sensación de quemazón. Además, si este entra en contacto con la piel, puede absorberse produciendo enrojecimiento y quemazón. 